# Superghost
Em uma teoria quântica de campo supersimétrica, um superghost (super fantasma) é um fantasma Faddeev-Popov fermiônico, que é usado na fixação de gauge de um gerador de simetria fermiônico.